# Aealo
Aealo je deseti studijski album grčkog ekstremnog metal sastava Rotting Christ. Album je 15. veljače 2010. godine objavila diskografska kuća Season of Mist.

## Naziv albuma
Vokalist i gitarist sastava, Sakis Tolis, izjavio je kako je "AEALO latinična transkripcija starogrčke riječi 'ΕΑΛΩ'. Ona znači mlaćenje, katastrofa ili uništenje te taj naziv odražava glazbeni i tekstualni sadržaj albuma".

## Popis pjesama
Tekstovi i glazba: Sakis Tolis, osim pjesme "Orders from the Dead" koju je napisala Diamanda Galás. 
| 1.    | »Aealo«                                               | 3:40 |
| 2.    | »Eon Aenaos«                                          | 3:57 |
| 3.    | »Δαιμόνων βρῶσις« (grčki: "Hrana demona")             | 4:56 |
| 4.    | »Noctis Era«                                          | 4:49 |
| 5.    | »dub-saĝ-ta-ke«                                       | 2:57 |
| 6.    | »Fire Death and Fear«                                 | 4:34 |
| 7.    | »Nekron Iahes...« (instrumental)                      | 1:08 |
| 8.    | »...Pir Threontai«                                    | 4:48 |
| 9.    | »Thou Art Lord«                                       | 4:51 |
| 10.   | »Santa Muerte«                                        | 5:28 |
| 11.   | »Orders from the Dead« (Obrada pjesme Diamande Galás) | 8:57 |
| 50:05 |                                                       |      |

## Zasluge
| Rotting Christ - Themis Tolis – bubnjevi - Sakis Tolis – vokali, gitara, klavijature, produkcija, miksanje, mastering - Andreas Lagios – bas-gitara Ostalo osoblje - Dimitrios Douvras – inženjer zvuka, miksanje, mastering - Nikos Markogianakis – fotografija - Jérôme Cros – dizajn | Dodatni glazbenici - Diamanda Galás – vokali (na pjesmi 11) - A.A. Nemtheanga – vokali (na pjesmi 9) - The Magus – vokali - Stavros – vokali - Triton – pripovjedanje - Evi Stergiou – vokali - Stela Grigovic – zborski vokali - Vasoulia Delli – zborski vokali - Ioulia Routziou – zborski vokali - Georgia Tenta – zborski vokali - Akis – gajde - Androniki Skoula – prateći vokali (na pjesmi 10) |